# Pletykázó asszonyok
Pletykázó asszonyok, a veces traducido al inglés como Gossipping Women, Gossip, y The Gossips, es uno de los dos primeros cánones para coro del compositor húngaro György Ligeti. Su composición fue completada en 1952 y luego se publicó como parte de la colección Két kánon (Dos cánones).

## Composición
Ligeti compuso Pletykázó asszonyok en 1952, cuando estudiaba en la Academia de Música Franz Liszt y utilizó un texto del poeta húngaro Sándor Weöres. Sin embargo, no se interpretó de forma recurrente y solo fue publicado en 1999 por Schott Music como una colección llamada Két kánon, junto con Ha folyóvíz volnék (1947). Estos dos cánones fueron concebidos y escritos por separado, ya que la composición de 1947 se basó en melodías eslovacas traducidas al húngaro, a diferencia de Pletykázó asszonyok.

## Análisis
Esta breve composición tiene una duración aproximada de uno a dos minutos. Es un canon en cuatro partes escrito para un coro mixto que consta de sopranos, altos, tenores y bajos, aunque típicamente lo interpretan exclusivamente mujeres. El texto utilizado en la composición fue escrito por Sándor Weöres, pero nunca se publicó por separado. El texto fue traducido y adaptado al alemán por Hilger Schallehn y al inglés por Desmond Clayton.
Pletykázó asszonyok es un canon muy rápido, marcado como Vivacissimo. La partitura tiene solo un pentagrama por sistema, y las cuatro voces deben comenzar un compás alejadas entre sí, creando así grupos de tonos, una técnica que Ligeti utilizó y desarrolló a fondo a lo largo de su carrera. Por lo general, se interpreta tres veces, sin interrupciones (attacca), la primera vez al unísono, a pesar de que tal indicación no está presente en la partitura original.

## Grabaciones
- Ligeti: Lux æterna. Oeuvres vocales. Groupe Vocal de France, Guy Reibel, Groupe Vocal de France. EMI, 1990.[10]
- Gyorgy Ligeti Edition Vol 2 - A Cappella Choral Works. Terry Edwards, London Sinfonietta Voices. Sony, 1997.[11]
- Ligeti: String Quartets 1 & 2 / Lux Aeterna / Ramifications / Choral Works / Six Bagatelles. Guy Reibel, Groupe Vocal de France. EMI, 2010.[12]